# 都江县
都江县，中国旧县名。
1913年由都江厅改置，治所在都江（今贵州省三都水族自治县东北都江镇）。1942年撤销，与三合县合置三都县。 